# Cotesia atalantae
Cotesia atalantae är en stekelart som först beskrevs av Alpheus Spring Packard 1881.  Cotesia atalantae ingår i släktet Cotesia och familjen bracksteklar. Inga underarter finns listade i Catalogue of Life.